# West Vienna
West Vienna ist eine kleine Siedlung im Johnson County im Süden des US-amerikanischen Bundesstaates Illinois. Der Ort gehört als Unincorporated Community keiner Gemeinde an.

## Geografie
West Vienna liegt auf 37°25′43″ nördlicher Breite und 88°58′10″ westlicher Länge. Der Ort liegt 25 km nördlich des Ohio River, der die Grenze zu Kentucky bildet. Der Mississippi, der Illinois von Missouri trennt, befindet sich 44 km westlich. Die Grenze zu Indiana liegt 113 km nordöstlich.
Benachbarte Orte von West Vienna sind Vienna (6,5 km ostsüdöstlich), Cypress (8,8 km südsüdwestlich), Pleasant Grove (5,7 km westlich) und Buncombe (5,5 km nördlich).
Die nächstgelegenen größeren Städte sind St. Louis in Missouri (215 km nordwestlich), Louisville in Kentucky (367 km ostnordöstlich), Tennessees Hauptstadt Nashville (277 km südöstlich) und Tennessees größte Stadt Memphis (325 km südsüdwestlich).

## Verkehr
In West Vienna kreuzt die in Nord-Süd-Richtung verlaufende Illinois State Route 37 die in West-Ost-Richtung verlaufende Illinois State Route 146. Alle weiteren Straßen sind untergeordnete Fahrwege oder innerörtliche Verbindungsstraßen.
Parallel zur IL 37 verläuft durch New Vienna eine Eisenbahnlinie der BNSF Railway.
Mit dem Metropolis Municipal Airport befindet sich ein kleiner Flugplatz 38,5 km südöstlich von Vienna. Die nächstgelegenen größeren Flughäfen sind der Lambert-Saint Louis International Airport (228 km nordwestlich), der Nashville International Airport (286 km südöstlich) und der Memphis International Airport (342 km südsüdwestlich).